# ロバート・リビングストン

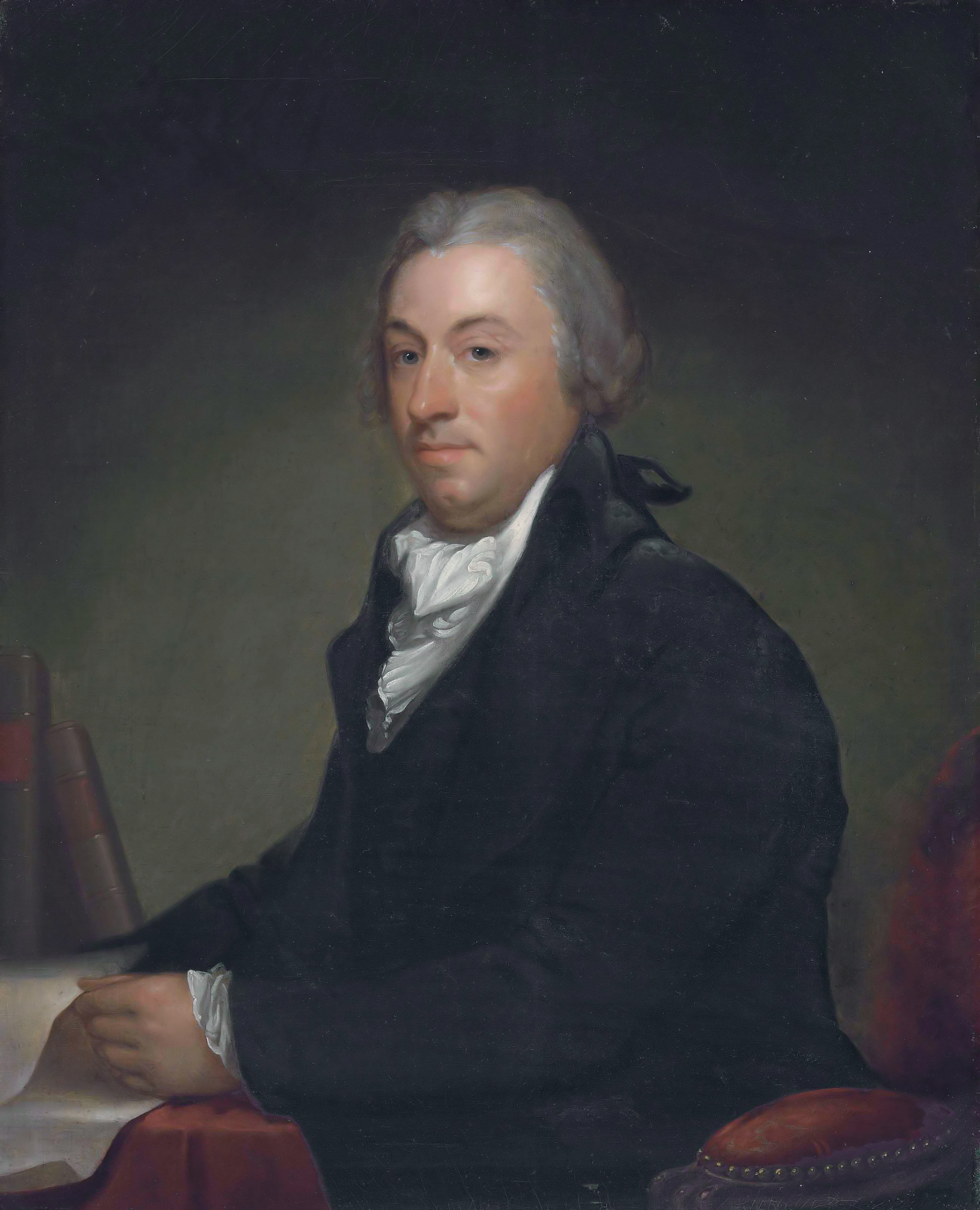
ロバート・リビングストン

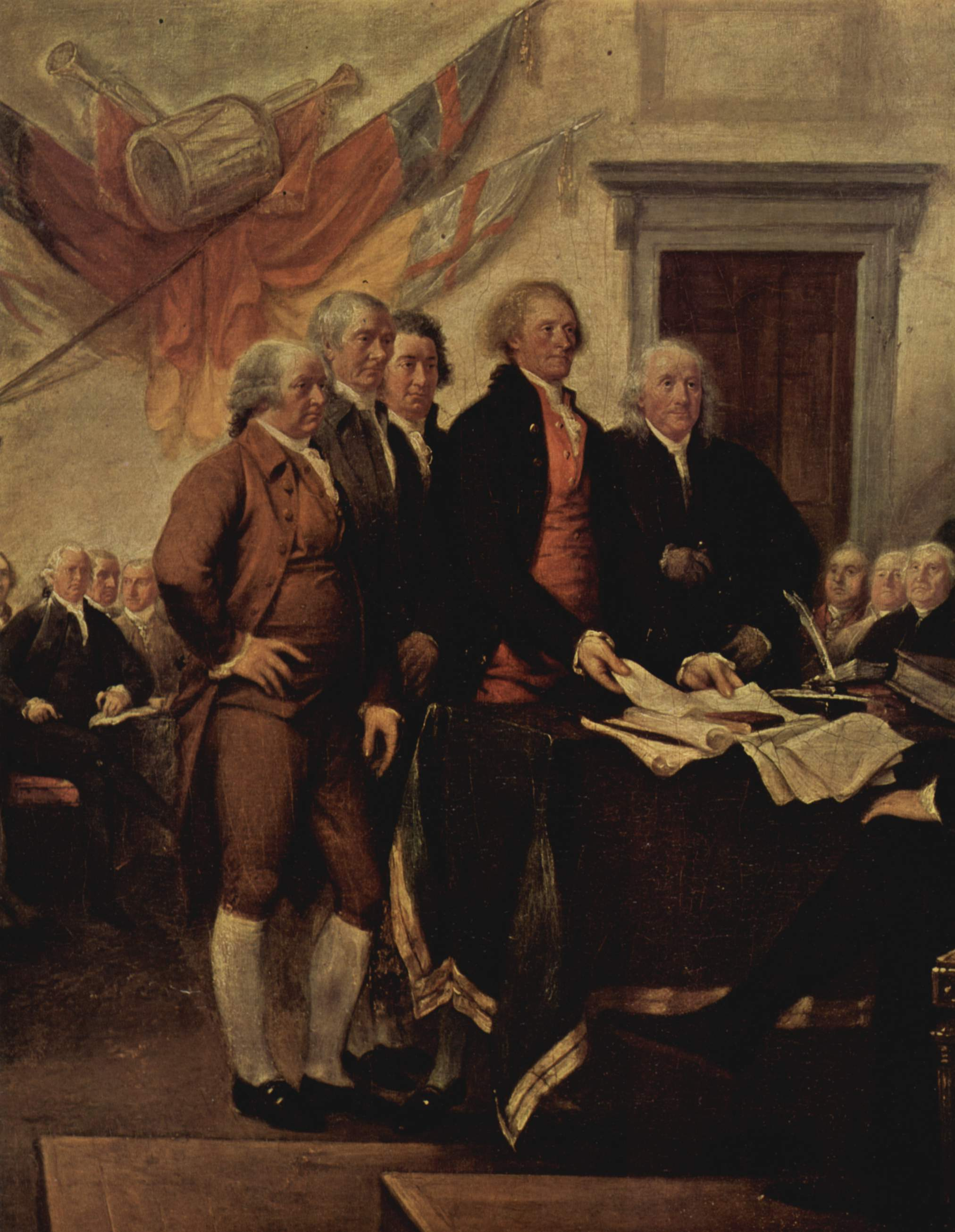
独立宣言の草案を提出する5人のうち、左から3人目がリビングストン。（ジョン・トランブル画『独立宣言』より）

ロバート・リビングストン（英:Robert R. Livingston、1746年11月27日 - 1813年2月26日）は、アメリカ、ニューヨーク邦出身の政治家。

## 経歴
ロバート・リビングストン判事（1718年 - 1775年）とマーガレット・ビークマン・リビングストン夫妻の長男として誕生。兄弟姉妹は9人おり、すべてが結婚してクレルモン・マナーに近いハドソン川流域に家を構えた。
リビングストンは当時のキングス・カレッジ、現在のコロンビア大学で学んだ。リビングストンはフリーメイソンであり、ニューヨーク・グランド・ロッジの最初のグランド・マスターになった（1784年 - 1801年）。マンハッタンにあるグランド・ロッジの図書室にはリビングストンの名前が付けられている
リビングストンはメアリー・スティーブンスと結婚し、クレルモンの南に自分の家を建てたが、1777年にイギリス軍に焼き払われてしまった。1794年に新しい家を建てニュークレルモンと名付けたが、後にアリルハウスとした（アリル:Arrylにはリビングストンの名前の頭文字RRLが含まれている）。そこには4千冊の蔵書が収められ、リビングストンがフランスに旅した後は温室としても使われた。
リビングストンはアメリカ独立宣言を起草した五人委員会の1人であったが、署名する前にニューヨーク邦から呼び戻されたため、独立宣言に署名していない。また、連合規約下で外務長官を1781年から1783年まで務め、ニューヨーク邦憲法制定会議の代議員であった。1789年4月30日、リビングストンはニューヨーク州裁判所首席判事として、当時アメリカ合衆国の首都であったニューヨーク市のフェデラル・ホールで、ジョージ・ワシントン大統領の最初の就任宣誓を差配した。リビングストンは1798年のニューヨーク州知事選挙の候補者となり、1801年から1804年までは駐仏公使を務めてルイジアナ買収の交渉を行った。独立宣言や合衆国憲法に関わったことから、アメリカ合衆国建国の父の1人に数えられることがある。
リビングストンが務めた政治的任務の中で、首席判事の地位はその肩書きがリビングストンに終生ついて回ることになった。リビングストンが駐仏公使の時にロバート・フルトンに会い、初めての蒸気船クレルモンを開発した（フルトンは姻戚による甥である）。その母港はニューヨーク州クレルモンのリビングストン家があるクレルモン・マナーであった。処女航海はニューヨーク市を出発し、クレルモン・マナーに立ち寄った後、ハドソン川を遡ってオールバニに至った。所要時間は、それまでスループ船で1週間近く掛かっていたものを60時間を切るまでに短縮した。
リビングストンは1813年2月26日に死去。66歳没。没後にチボリに埋葬された。
ケンタッキー州リビングストン郡、ルイジアナ州リビングストン郡、ニューヨーク州リビングストン郡はリビングストンにちなんで名付けられた。
ワシントンD.C.アメリカ合衆国議会議事堂の国立彫像ホール・コレクションには、ニューヨーク州を代表する者としてリビングストンの大理石像が置かれている。